# Fröken Elvis
Fröken Elvis är ett svenskt band som framför Elvislåtar tolkade på svenska. Bandet består av Camilla Fritzén (sång), Lisa Bodelius (trombon, kontrabas, piano, kör), Maria Olsson (trumset, slagverk, kör), Sanna Andersson (kontrabas, gitarr, melodika, munspel, kör) och Josefin Berge (gitarr, kör).
Fröken Elvis gav 2015 ut albumet Elvis på svenska, som spelades in i Joakim Barfalks studio Chromophone i Tvedöra utanför Lund, där de på svenska tolkar bland annat "Devil in Disguise" ("Psykopat"), "In the Ghetto" ("I betongen") och "Love Me Tender" ("Älska mig"). Skivan producerades av Nils-Petter Ankarblom och låttexterna är översatta av Fritzén, Bodelius, Ankarblom, Lisa Linder och David Shutrick. Andra albumet Kungen och vi släpptes 2017 och innehåller bland annat "Suspicious Minds" ("Så misstänksam") och egna verk av musikgruppen inspelade i samma studio som första albumet. Bandets tredje studioalbum ”Fröken Elvis och GIGANTERNA” släpptes 2022. Det spelades in på Långholmen i Sthlm. På skivan tolkar bandet klassiska kompositörer som Mozart, Bach, Beethoven, Chopin, Ravel och Tchaikovsky men även Elvis låt If I can dream.

## Diskografi
- 2015 – Elvis på svenska
- 2017 – Kungen och vi
- 2022 – Fröken Elvis & Giganterna